# Río Cares
Der Río Cares ist ein ca. 54 Kilometer langer Nebenfluss des Río Deva in der nordspanischen Autonomen Region Asturien.

## Verlauf
Der Río Cares entspringt – je nach verfügbaren Regen- oder Schmelzwassermengen in einer Höhe von ca. 1600 Metern ü. d. M. – bei der Gemeinde Posada de Valdeón im äußersten Nordosten der Provinz León im Kantabrischen Gebirge in den Picos de Europa und fließt zunächst in nördliche, später dann in östliche Richtungen; etwa zwei Kilometer westlich der Ortschaft Panes mündet er in den Río Deva, der bereits etwa zehn Kilometer darauf in die Ría de Tina Mayor einmündet, die sich nach weiteren zwei Kilometern zum Golf von Biskaya hin öffnet.

## Orte am Fluss
- Posada de Valdeón
- Las Arenas
- Trescares

## Sehenswürdigkeiten
Vor allem die Schlucht (garganta oder desfiladero) am auch bei Anglern beliebten Oberlauf des Flusses ist landschaftlich überaus reizvoll und ein beliebtes Wandergebiet (Ruta de Cares); die Bewohner der Gemeinden und Dörfer an seinen Ufern bieten Ferienwohnungen (casas rurales) zur Vermietung an.